# The Spirit (film)
Pour les articles homonymes, voir Spirit.
Pour plus de détails, voir Fiche technique et Distribution.
The Spirit ou Le Spirit au Québec est un film américain de Frank Miller, sorti en 2008.
Le film est adapté du comic Le Spirit, créé par Will Eisner dans les années 1940 et édité notamment par Quality Comics et DC Comics.
Le réalisateur Frank Miller est l'auteur de comics à succès comme Batman: Year One, The Dark Knight Returns et Daredevil. C'est sa seconde réalisation après l'adaptation sur grand écran de son œuvre Sin City, dans le film du même nom coréalisé avec Robert Rodriguez.

## Synopsis
Denny Colt, ancien policier, revient mystérieusement d’entre les morts sous le nom de « Spirit ». Son unique but est désormais de combattre le crime qui gangrène la ville de Central City. Il utilise chaque fois des « punitions » plus ingénieuses les unes que les autres. Mais il a un ennemi de taille : Octopus, qui est prêt à rayer Central City de la carte.

## Fiche technique
Sauf indication contraire, les informations mentionnées dans cette section peuvent être confirmées par les bases de données cinématographiques IMDb et Allociné,  présentes dans la section « Liens externes ».
- Titre original et français : The Spirit
- Titre québécois : Le Spirit
- Réalisation : Frank Miller
- Scénario : Frank Miller, d'après la série de bandes dessinées Le Spirit créées par Will Eisner
- Musique : David Newman
- Direction artistique : Rosario Provenza
- Décors : Gabrielle Petrissans
- Costumes : Michael Dennison et Mark Zunino
- Photographie : Bill Pope
- Son : David Giammarco, Craig Henighan, Paul Massey, William Stein, David Brownlow
- Montage : Gregory Nussbaum
- Production : Michael E. Uslan, Deborah Del Prete et Gigi Pritzker
  - Production exécutive : Alton Walpole
  - Production déléguée : Benjamin Melniker, Michael Paseornek, Michael Burns, Bill Lischak et Steven Maier
  - Production associée : Marc Sadeghi
  - Coproduction : F.J. DeSanto et Linda McDonough
  - Coproduction déléguée : Jeff Andrick
- Sociétés de production[1] : Madison Wells Media (OddLot Entertainment),

présenté par Lionsgate et Dark Lot Entertainment, avec le soutien financier de Continental Entertainment Group
- Sociétés de distribution : Lionsgate (États-Unis) ; Sony Pictures Releasing France (France) ; Sony Pictures Entertainment (Belgique) ; Walt Disney Studios Motion Pictures (Suisse romande)
- Budget : 60 millions de $ (estimation)[2],[3]
- Pays de production :  États-Unis
- Langues originales : anglais, français
- Format[4] : couleur - 35 mm / D-Cinema - 2,35:1 (Cinémascope) - son DTS | Dolby Digital | SDDS
- Genre : action, policier, thriller, fantastique
- Durée : 103 minutes
- Dates de sortie[5] :
  - États-Unis, Québec : 25 décembre 2008[6]
  - France et Suisse romande : 31 décembre 2008[7]
  - Belgique : 25 février 2009[8]
- Classification[9] :
  - États-Unis : accord parental recommandé, film déconseillé aux moins de 13 ans (PG-13 - Parents Strongly Cautioned)[Note 1]
  - France : tous publics[10]
  - Belgique : tous publics (Alle Leeftijden)[8]
  - Québec : 13 ans et plus (violence) (13+ / 13 years and over)[6]

## Distribution

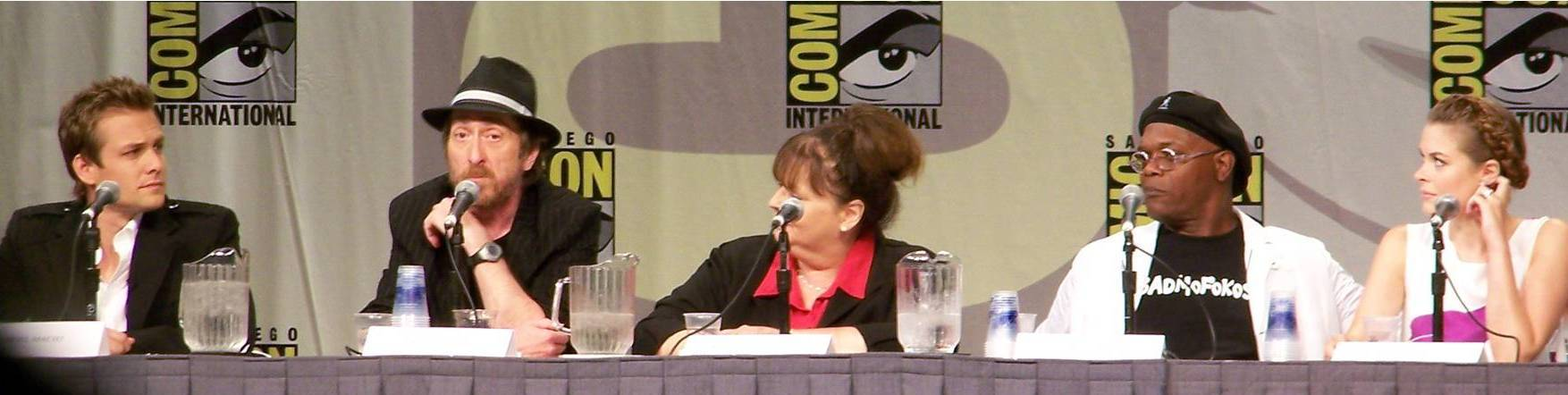
Les acteurs principaux du film au San Diego Comic-Con 2008

- Gabriel Macht (VF : Adrien Antoine ; VQ : Patrice Dubois) : Le Spirit / Denny Colt
- Samuel L. Jackson (VF : Thierry Desroses ; VQ : Éric Gaudry) : Octopus
- Scarlett Johansson (VF : Julia Vaidis-Bogard ; VQ : Camille Cyr-Desmarais) : Silken Floss
- Eva Mendes (VF : Elsa Lepoivre ; VQ : Isabelle Leyrolles) : Sand Saref
- Sarah Paulson (VF : Anneliese Fromont ; VQ : Mélanie Laberge) : Dr Ellen Dolan
- Jaime King (VF : Barbara Kelsch ou Emmanuelle Rivière ?, VQ : Manon Arsenault) : Lorelei Rox
- Paz Vega (VF : Myriam Montagné ; VQ : Nathalie Coupal) : Plâtre de Paris
- Eric Balfour (VF : Gaël Marhic ; VQ : Jean-François Beaupré) : Mahmoud
- Stana Katic (VF : Anne Leguernec ; VQ : Kim Jalabert) : Morgenstern
- Dan Lauria (VF : Philippe Nahon ; VQ : Denis Gravereaux) : Commissaire Dolan
- Louis Lombardi (VF : Xavier Fagnon ; VQ : Manuel Tadros) : Phobos, Logos, Pathos, etc.
- Richard Portnow (VF : Jean-Jacques Moreau) : Donnenfeld
- Dan Gerrity (VF : Pascal Montségur) : Sussman

 Source et légende : version québécoise (VQ) sur Doublage.qc.ca

## Distinctions
Entre 2008 et 2009, le film The Spirit a été sélectionné 4 fois dans diverses catégories et n'a remporté aucune récompense.

### Nominations
- Prix Schmoes d'or (Golden Schmoes Awards) 2008 : La plus grande déception de l'année.
- Prix des arts médiatiques Latino Américain 2009 : Meilleure actrice dans un film pour Eva Mendes.
- Prix Scream 2009 :
  - Meilleure actrice dans un film fantastique pour Jaime King,
  - Meilleure actrice dans un film fantastique pour Scarlett Johansson.